# Suriname-i labdarúgó-szövetség
Suriname-i labdarúgó-szövetség (hollandul: Surinaamse Voetbal Bond).

## Történelme
1920-ban alapították.
A Nemzetközi Labdarúgó-szövetségnek (FIFA) 1988-tól tagja. Az Észak- és Közép-amerikai, Karibi Labdarúgó-szövetségek Konföderációja (CONCACAF)-nak 1965-től tagja.
Fő feladata a nemzetközi kapcsolatokon kívül, a  Suriname-i labdarúgó-válogatott férfi és női ágának, a korosztályos válogatottak illetve a nemzeti bajnokság szervezése, irányítása. A működést biztosító bizottságai közül a Játékvezető Bizottság (JB) felelős a játékvezetők utánpótlásáért, elméleti (teszt) és cooper (fizikai) képzéséért, foglalkoztatásáért.

## Elnökök
Louis Giskus

## Külső hivatkozások
- Suriname-i Labdarúgó-szövetség. fifa.com. [2011. szeptember 30-i dátummal az eredetiből archiválva]. (Hozzáférés: 2013. június 26.)